# جيمي بيرك
جيمي بيرك (بالإنجليزية: Jamie Burke)‏ هو لاعب كرة قاعدة أمريكي، ولد في 24 سبتمبر 1971 في روزبيرغ في الولايات المتحدة.

## وصلات خارجية
- جيمي بيرك على موقع دوري كرة القاعدة الرئيسي (الإنجليزية)
- جيمي بيرك على موقعبيزبول رفرنس.كوم (الدوري الرئيسي) (الإنجليزية)
- جيمي بيرك على موقعبيزبول رفرنس.كوم (الدوري الثانوي) (الإنجليزية)
- جيمي بيرك على موقع إي إس بي إن.كوم (أم.أل.بي) (الإنجليزية)
- جيمي بيرك على موقع مشجعي الرسوم البيانية (الإنجليزية)